# Herbert Stein
Herbert Stein (ur. 27 sierpnia 1916 w Detroit, zm. 8 września 1999 w Waszyngtonie) – amerykański ekonomista, przewodniczący Zespołu Doradców Ekonomicznych w latach 1972–1974.